# Piotr Podlipni
Piotr Podlipni (ur. 15 maja 1967 w Nowym Targu) – polski hokeista grający na pozycji napastnika (lewoskrzydłowego), reprezentant kraju, trener.
Brat Zbigniewa (ur. 1973), również hokeisty.

## Kariera klubowa
Absolwent AWF im. Jerzego Kukuczki w Katowicach. Karierę sportową rozpoczął w 1986 roku w Podhalu Nowy Targ, którego był wieloletnim kapitanem oraz reprezentował do końca sezonu 1999/2000. Zdobył z tym klubem 6-krotnie mistrzostwo Polski (1987, 1993–1997), trzykrotnie wicemistrzostwo Polski (1990, 1998, 2000), czterokrotnie 3. miejsce w ekstraklasie (1989, 1991, 1992, 1999), dotarł do finału Pucharu Polski 2000, w którym 11 listopada 2000 roku w hali widowiskowo-sportowej w Krynicy-Zdroju przegrał 4:0 z Unią Oświęcim oraz zdobył Puchar „Sportu” i PZHL 1987 oraz dotarł do finału Pucharu „Sportu” i PZHL 1987/1988, w którym przegrał rywalizację z Polonią Bytom (2:3, 2:5).
Wyniki badań próby antydopingowej przeprowadzonej 17 grudnia 1991 wykazały obecność środków antydopingowych w jego organizmie, za co w styczniu 1992 został ukarany przez PZHL zawieszeniem i odsunięciem od kadry Polski, zaś sam zaprzeczył, iż świadomie zastosował doping. Decyzją Wydziału Gier i Dyscyplin PZHL z 14 marca 1992 został ukarany dyskwalifikacją w okresie 12 miesięcy, zaś kara była liczona od momentu przeprowadzenia kontroli tj. 17 grudnia 1991 (tak samo zostali wówczas ukarani Mirosław Copija i Janusz Syposz).
W sezonie 2000/2001 reprezentował barwy występującego w Superlidze hiszpańskiej CH Gasteiz, w którym, po zajęciu 3. miejsca w rozgrywkach ligowych, zakończył karierę sportową.

## Kariera reprezentacyjna
Z reprezentacją Polski w latach 1965–1996 dwukrotnie wystąpił na mistrzostwach świata (1995, 1996), na których rozegrał 14 meczów, w których zdobył 7 punktów (2 gole, 5 asyst) oraz spędził 47 minut na ławce kar.

## Statystyki

### Reprezentacyjne
| Rok                | Drużyna            | Turniej            | Miejsce            |    | M | G | A | Pkt | Min |
| ------------------ | ------------------ | ------------------ | ------------------ | -- | - | - | - | --- | --- |
| 1995               | Polska             | MŚ-B               |                    | 7  | 1 | 2 | 3 | 16  |     |
| 1996               | Polska             | MŚ-B               | 5                  | 7  | 1 | 3 | 4 | 31  |     |
| Ogółem jako senior | Ogółem jako senior | Ogółem jako senior | Ogółem jako senior | 14 | 2 | 5 | 7 | 47  |     |

## Sukcesy

### Zawodnicze
Podhale Nowy Targ
- Mistrzostwo Polski: 1987, 1993, 1994, 1995, 1996, 1997
- Wicemistrzostwo Polski: 1990, 1998, 2000
- 3. miejsce w ekstraklasie: 1989, 1991, 1992, 1999
- Finał Pucharu Polski: 2000
- Puchar „Sportu” i PZHL: 1987
- Finał Pucharu „Sportu” i PZHL: 1988

CH Gasteiz
- 3. miejsce w Superlidze hiszpańskiej: 2001

## Inna działalność
Piotr Podlipni po zakończeniu kariery sportowej rozpoczął karierę trenerską oraz otworzył klub fitness w Nowym Targu pn. Studio Fitness.